# Hotel Alfonso X El Sabio
El Hotel Alfonso X El Sabio es un edificio de la ciudad española de Ciudad Real. Cuenta con el estatus de Bien de Interés Cultural.

## Descripción
Se encuentra en el número 8 de la calle Carlos Vázquez de la ciudad de Ciudad Real, en Castilla-La Mancha. El inmueble consta de cuatro plantas y está construido en ladrillo rojo y piedra. La fachada se eleva sobre un zócalo de ladrillo y se corona con una cornisa y un remate de ladrillo adornado con palmetas de piedra. La portada se encuentra entre dos pilares de ladrillo que se adelantan al muro en la planta baja y en primer piso. Sobre la puerta hay un balcón más saliente que el resto, sustentado por dos ménsulas de acanto. Todo el edificio es de ladrillo exceptuando los marcos de las tres puertas, la principal y las dos laterales y de los balcones, que son de piedra caliza.
Se estructura siguiendo dos pautas: el resalte de la portada en sentido vertical y el de la primera planta o «planta noble», de salones, en el horizontal. La portada de resalta por el balcón, que está más avanzado y sobre ménsulas, y por dos pilastras, que ofrecen un juego vertical en contraste con el horizontal de la primera planta que también tienen los balcones más avanzados que el resto y cuenta, además, con dos grandes miradores de forja y cristal que presentan un elemento no muy habitual en la arquitectura manchega. La segunda planta tiene una riqueza decorativa menor que la primera pues frente a los dos miradores y seis balcones de esta, solo ofrece tres balcones y cinco ventanas abalaustradas y, por último, la tercera planta está toda iluminada por ventanas abalaustradas.
El edificio ofrece las características propias del fin del siglo XIX y principios del XX en la que se conjugan los materiales piedra-ladrillo-hierro. La decoración tiene resabios modernistas tanto en los detalles florales de los dinteles de puertas y ventanas y en las palmeras del remate como en los trabajos de forja de las rejerías. A pesar del entronque de esta fachada con el modernismo, el concepto general responde a un evidente clasicismo, como se manifiesta en la articulación en sentido horizontal de las plantas, en el adintelamientos de los vanos y en toda la escala de elementos decorativos.
El 26 de noviembre de 1991, fue declarado Bien de Interés Cultural, con la categoría de monumento, en una resolución publicada el 18 de diciembre de ese mismo año en el Diario Oficial de Castilla-La Mancha.